# Paysage avec Le Pauvre Pêcheur de Puvis de Chavannes
Paysage avec Le Pauvre Pêcheur de Puvis de Chavannes est une peinture à l'huile sur panneau (17,5 × 26,5 cm) réalisée en 1881 par le peintre Georges-Pierre Seurat. Elle est conservée au Musée d'Orsay à Paris.
Seurat s'est inspiré de la peinture  Le Pauvre Pêcheur  de Pierre Puvis de Chavannes. Le tableau a été réalisé au dos d'un autre tableau Paysage à Saint-Ouen, exposé au Metropolitan Museum de New York ; les deux panneaux ont été séparés le 9 mai 1950 pour être vendus individuellement.